# Ánxel Casal
Ánxel Casal Gosenxe, também escrito Ánxel Casal Gosenge, ou Ângelo Casal Gosenge, (Betanzos, 17 de dezembro de 1895 — Teo, 19 de agosto de 1936) foi um editor e político espanhol.

## Trajetória
Em 1909, ele emigrou para Buenos Aires. Durante dois anos, se dedicou a vários negócios. Voltou para A Corunha e encontrou trabalho no consulado da França. Devido à incerteza econômica, ele emigrou novamente, desta vez para Bordéus, mas retornou alguns meses depois. Entre 1914 e 1917, prestou o serviço militar, do qual tinha boas lembranças. Ele se juntou à Irmandade de Fala da Corunha, colaborou no Conservatório de Arte Galega e foi o promotor e primeiro professor da Escola do ensino galego (galeguista e laica) das Irmandades, a primeira em língua galega.
Em 1920 casou-se com María Miramontes e, para sobreviver, abriram uma loja de tecidos. Em novembro de 1924, em colaboração com Leandro Carré Alvarellos, fundou o Editorial Lar. A partir dessa iniciativa, foi possível fundar o Editorial Nós, em 1927. Desse editorial saíram importantes publicações, como A Nosa Terra e a Revista Nós. Em 1930, fundou o jornal republicano El Momento que, devido à falta de apoio, teve uma duração de 14 números e leva o Editorial Nós à beira da falência.

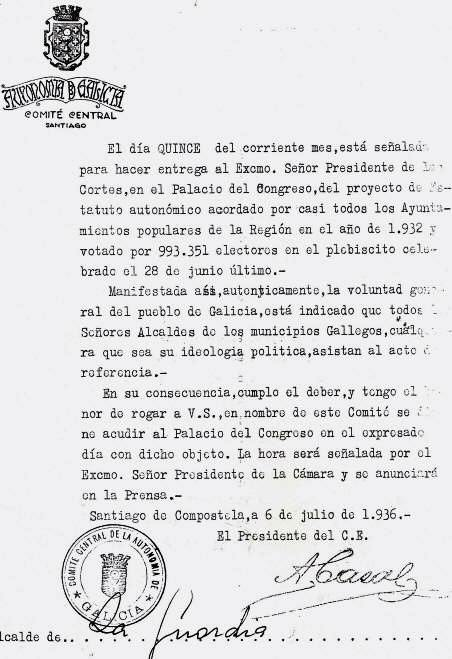
Entrega às Cortes do Estatuto de Autonomia da Galiza de 1936. Comitê Central da Autonomia da Galiza. Presidente Ánxel Casal Gosenge, Prefeito de Santiago de Compostela.

Em agosto de 1931, tenta remontar a empresa, mudando-se a Santiago de Compostela. Sua atividade de livreiro e impressor é essencial para explicar o desenvolvimento do galego entre os jovens compostelanos. Com seu trabalho de impressão para os sindicatos e a esquerda republicana, ele ganhou o respeito de diversos grupos que, em 1935, fariam parte da Frente Popular. Lá, ele continuou a imprimir e colaborar em várias iniciativas republicanas, galegas e sindicalistas. Ele foi editor e impressor das revistas de vanguarda Claridad (1934) e Ser (1935).
Militante do Partido Galeguista desde a sua criação, e pertencente à Maçonaria, foi o prefeito de Santiago, eleito por maioria entre os membros da Comissão gestora, de fevereiro de 1936 até 9 de julho, a partir do qual todos os conselheiros da Galiza se demitiriam de seus cargos. Vice-presidente do governo da província da Corunha e do Comitê Executivo do Estatuto de Autonomia, desenvolveu uma atividade frenética para obter sua aprovação. Como prefeito, ele também promoveu a iniciativa de Álvaro de las Casas para formar a Associação dos Escritores da Galiza. Em 16 de julho, entregou nas Cortes o texto estatutário, aprovado em 28 de junho.

## Após o golpe de estado
Quando conhece os novos golpistas, voltou a Compostela para tentar evitar o golpe. Reincorporado no dia 19, assume a Prefeitura, tentando organizar a resistência. Após o triunfo da revolta militar de 18 de julho, ele escapou para a paróquia de Vilantime em Arzúa. Foi preso no dia 4 de agosto, e assassinado no dia 19 de agosto. Seu corpo foi encontrado ao lado de José Areosa Devesa em uma vala na estrada de Cacheiras, em Teo, marcada hoje com um pequeno monumento.

## Reconhecimento Póstumo
Ánxel Casal está presente no romance de Manuel Rivas O lapis do carpinteiro, como personagem secundário, sendo um dos prisioneiros de uma prisão compostelana. Além disso, foi proposto no ano de 2006 como candidato ao Dia das Letras Galegas, coincidindo com o Ano da Memória Histórica, apesar da escolha ter recaído em Manuel Lugrís Freire.
Em março de 2008, a Biblioteca Pública de Santiago de Compostela foi re-batizada em sua homenagem.

## Galeria de imagens
- Placa no edifício da rua Real da Corunha, onde se fundou a Editorial Nós.
- Biblioteca pública Ánxel Casal em Santiago de Compostela.
- Tumba de Ánxel Casal no cemitério de Santo Amaro da Corunha.[6]
- Retrato feito por Camilo Díaz Baliño quando estiveram no cárcere de Santiago.

## Ligações Externas
- Iglesias, Xabier: Os libros de Ánxel Casal
- Lombao, David: "Ánxel Casal: 80 anos do día en que o editor do galeguismo foi alcalde", Praza Pública, 23/2/2016.
- Lombao, David: "Unha ducia de medidas do alcalde Ánxel Casal", en Praza Pública.
- Ánxel Casal, o primeiro editor moderno de Galicia, no 80 aniversario do seu asasinato., AGE, 18/8/2016.